# Graficzna Baszta

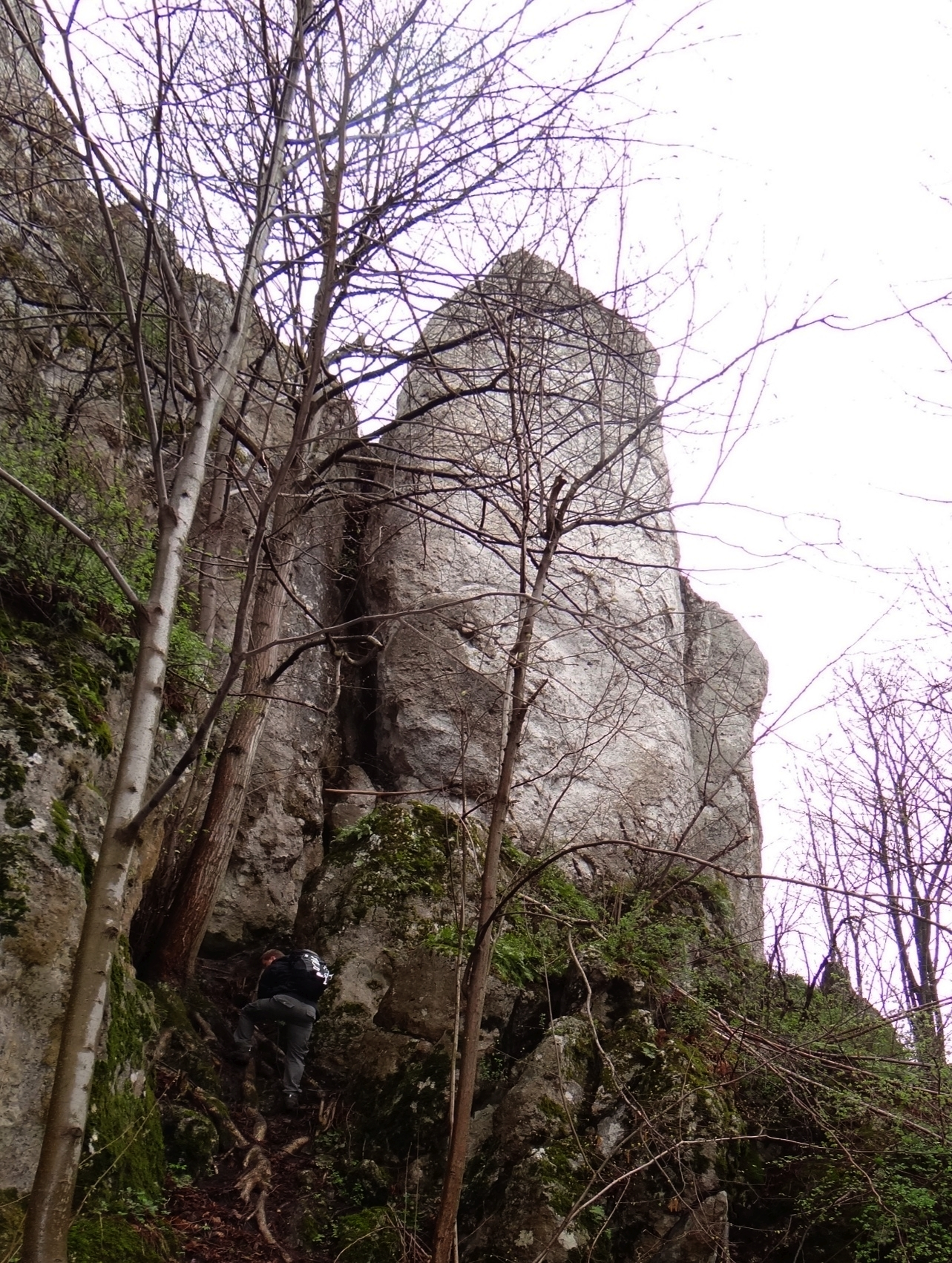

Graficzna Baszta – skały w grupie Chochołowych Skał w Dolinie Szklarki na Wyżynie Olkuskiej, we wsi Szklary w województwie małopolskim, w powiecie krakowskim, w gminie Jerzmanowice-Przeginia.
Szczyty Chochołowych Skał widoczne są ponad lasem z drogi prowadzącej przez Szklary. Graficzna Baszta to wysoka baszta znajdująca się po północnej stronie dobrze rozpoznawalnej skały Krzyżowa (ma krzyż). Pomiędzy Krzyżową a Graficzną Basztą znajduje się jeszcze skalny mur zwany Chochołami. Zbudowana ze skalistych wapieni Graficzna Baszta ma wysokość około 20 m. Znajduje się w lesie i uprawiana jest na niej wspinaczka skalna.
Pomiędzy Chochołem Prawym a Graficzną Basztą znajduje się Komin Kominiarza, a w nim otwór Szczeliny w Chochołowych Skałach II.

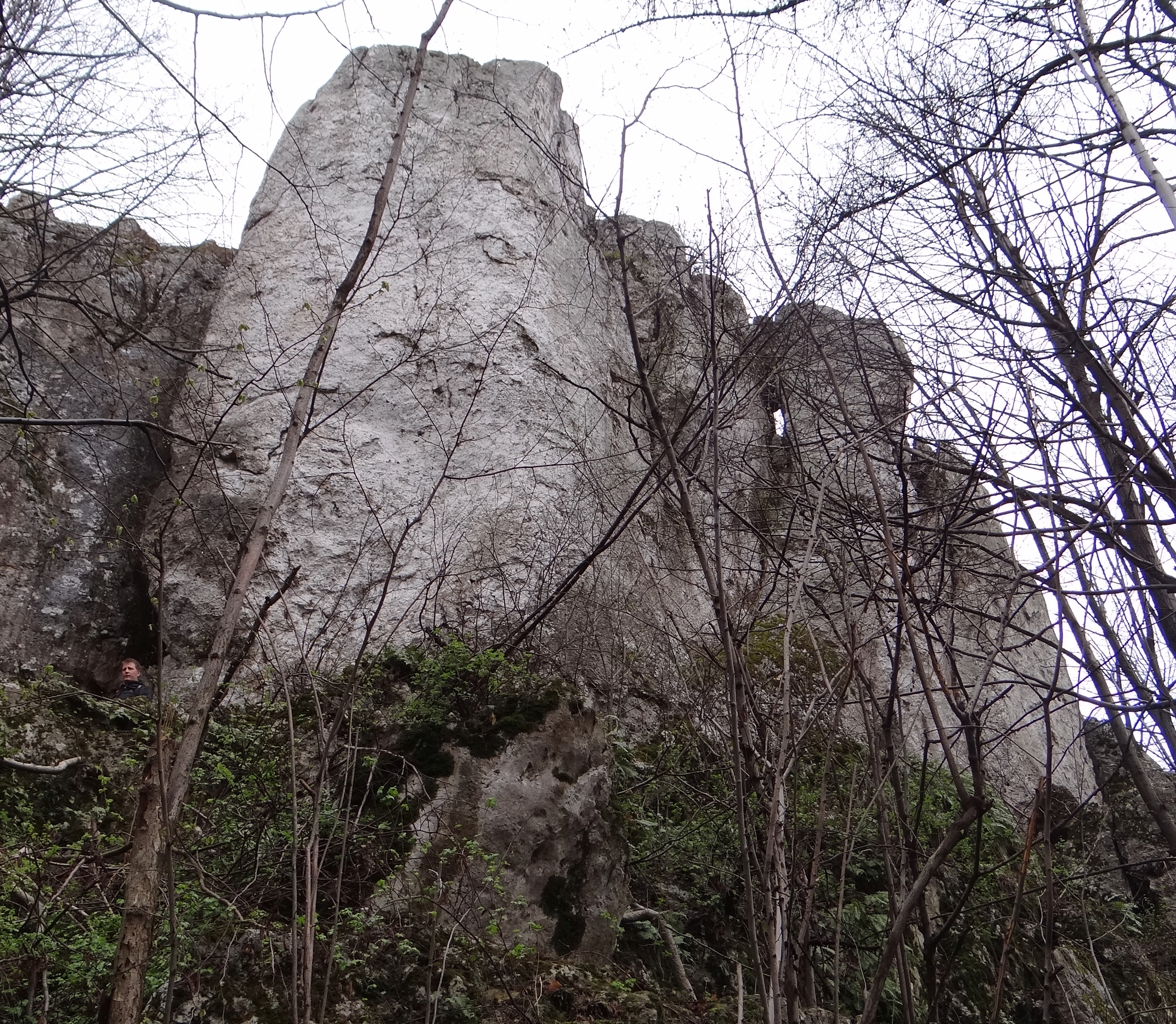

## Drogi wspinaczkowe
Na Graficznej Baszcie jest 13 dróg wspinaczkowych (w tym 1 projekt) o trudności od IV do VI.5 w skali polskiej. Niemal wszystkie mają zamontowane punkty asekuracyjne: ringi (r), haki (h) i stanowiska zjazdowe (st). Skały znajdują się na terenie prywatnym.

Graficzna Baszta I
1. Relief; 5r + st, VI.2+, 16 m
2. Projekt; 5r + st, 16 m
3. Mezzotinta; 6r + st, VI.4/4+, 16 m
4. Bohomaz; 6r + st, VI.5, 16 m

Graficzna Baszta II
1. Bohomaz; 6r + st, VI.5, 16 m
2. Kempeitai; st, VI+, 15 m
3. Jara szpara; st, VI.1+, 15 m
4. Prawdziwy komin; IV+, 14 m
5. Max kolanko; 4r + st, VI.4, 13 m
6. Końska rysa; V, 13 m
7. Gra w fenomeny; 3r + st, VI.3+, 12 m
8. Pochód gruźlików; 1h, V, 12 m
9. Camykadze; 1h + st, VI.1, 12 m[3].